# Championnat international des jeux mathématiques et logiques
Le Championnat international des jeux mathématiques et logiques est une compétition annuelle, dans laquelle les participants doivent résoudre divers problèmes de mathématiques récréatives. Il est organisé par la Fédération française des jeux mathématiques (FFJM).

## Histoire
Le championnat est créé par Gilles Cohen en 1986 et est alors appelé Championnat de France des jeux mathématiques et logiques. Certains participants viennent d'autres pays, mais la compétition est entièrement en français. Elle devient le Championnat international des jeux mathématiques et logiques lors de sa quatrième édition (1990), mais elle reste tout de même francophone. Au fil des années, le championnat s'internationalise de plus en plus, et les problèmes sont traduits dans de plus en plus de langues.
Depuis sa création, le championnat est organisé par la Fédération française des jeux mathématiques (FFJM). Des fédérations sont ensuite créées dans d'autres pays, comme la Belgique ou encore la Suisse, et celles-ci participent également à l'organisation.
La finale de la première édition a lieu à Parthenay en 1987. De 1988 à 2019, la finale internationale a lieu à Paris ou dans sa banlieue. Lors de la finale du 33e championnat en 2019, il est annoncé que la prochaine finale aura lieu à Lausanne (Suisse). Les épreuves des 34e et 35e championnats à partir des demi-finales sont annulées en raison de la pandémie de Covid-19, ; la FFJM organise cependant des épreuves équivalentes en ligne « pour le plaisir ». La Fédération suisse organise une épreuve en ligne à la place de la finale internationale annulée de 2021 ; ce concours compte plus de 2 500 inscrits, en provenance de 50 pays. La finale internationale du 36e championnat se tient à Lausanne en août 2022, et celle du 37e championnat à Wrocław (Pologne) en août 2023. Celle du 38e championnat se déroule de nouveau en France, à l'École polytechnique à Palaiseau, en août 2024,. Celle de 2025 aura lieu en Tunisie.

## Déroulement
Les quarts de finale sont accessibles à tous. Les énoncés sont disponibles sur le site internet de la FFJM et les participants doivent envoyer leurs réponses en ligne ou par la poste. Les participants qualifiés participent aux demi-finales, qui ont lieu au niveau régional un samedi de mars. Dans certains pays, vient ensuite la finale nationale, qui a lieu fin mai. Depuis 1991, la finale internationale se déroule sur deux jours fin août ou début septembre, et réunit des participants de nombreux pays.
En même temps que la finale internationale est organisé un concours parallèle, avec les mêmes épreuves. N'importe qui (non qualifié) peut y participer, mais les places sont limitées et le classement est séparé.

## Catégories et épreuves
Pour les divers tranches d'âge et niveaux de formations, huit catégories ont été créées. Suivant leurs catégories, les participants doivent résoudre un nombre variable de problèmes. Depuis la 23e édition (2009) :
- CE : élèves de 5e année (Suisse), élèves de CE1 et CE2 (France), problèmes 1 à 5 ;
- CM : élèves de 6e et 7e année (Suisse), élèves de CM1 et CM2 (France), problèmes 1 à 8 ;
- C1 : élèves de 8e et 9e année (Suisse), élèves de 6e et 5e (France), problèmes 1 à 11 ;
- C2 : élèves de 10e et 11e année (Suisse), élèves de 4e et 3e (France), problèmes 1 à 14 ;
- L1 : élèves de lycées, gymnases ou équivalent, problèmes 1 à 16 ;
- GP : grand public, problèmes 1 à 16 ;
- L2 : prépa ou équivalent (jusqu'à trois années après le baccalauréat)[13], problèmes 1 à 18 ;
- HC : haute compétition, problèmes 1 à 18.

D'après le règlement, les qualifiés à une finale internationale des deux précédentes éditions du championnat dans les catégories GP et HC doivent obligatoirement concourir en HC. Autrement, le choix entre les catégories GP et HC pour les non-scolaires est libre.
Chaque épreuve (hors quarts de finale) dure 60 minutes pour la catégorie CE, 90 minutes pour la catégorie CM, 120 minutes pour la catégorie C1, et 180 minutes pour les autres catégories. La finale internationale se compose de deux épreuves.
Pour chaque problème, le participant doit juste donner la réponse. À partir du problème 9, un problème peut avoir plusieurs solutions. Pour qu'un problème soit considéré comme complètement résolu, le participant doit alors indiquer le nombre de solutions et en donner deux (lorsqu'il y en a plusieurs). À chaque problème est attribué un nombre de coefficients ; un participant peut se voir attribuer une partie ou tous les coefficients s'il a partiellement résolu le problème, i.e. donné une ou deux solutions correctes, sans avoir trouvé leur nombre.
Les participants sont départagés par :
1. le nombre de problèmes complètement résolus ;
2. le nombre de coefficients ;
3. le temps (les participants pouvant rendre leur bulletin-réponse avant la fin de l'épreuve) ;
4. l'âge du participant, le plus jeune étant classé devant, sauf pour les catégories GP et HC, où le plus âgé est classé devant.